# If a Song Could Get Me You (musikalbum)
If A Song Could Get Me You är ett samlingsalbum av den norska sångerskan Marit Larsen, släppt den 14 augusti 2009. Albumet innehåller tretton stycken låtar från hennes två första studioalbum. Sex stycken är från Under the Surface och sju stycken är från The Chase.

## Låtlista
| Nr  | Titel                      | Album             | Längd |
| --- | -------------------------- | ----------------- | ----- |
| 1.  | If A Song Could Get Me You | The Chase         | 3:22  |
| 2.  | Don't Save Me              | Under the Surface | 3:48  |
| 3.  | This Is Me, This Is You    | The Chase         | 4:07  |
| 4.  | Under the Surface          | Under the Surface | 4:14  |
| 5.  | Only a Fool                | Under the Surface | 4:06  |
| 6.  | Solid Ground               | Under the Surface | 3:26  |
| 7.  | Ten Steps                  | The Chase         | 3:31  |
| 8.  | This Time Tomorrow         | Under the Surface | 3:20  |
| 9.  | I've Heard Your Love Songs | The Chase         | 3:38  |
| 10. | The Chase                  | The Chase         | 3:33  |
| 11. | Is It Love                 | The Chase         | 4:51  |
| 12. | Steal My Heart             | The Chase         | 3:48  |
| 13. | Poison Passion             | Under the Surface | 3:00  |

## Listplaceringar
| Lista (2009-2010) | Topplacering |
| ----------------- | ------------ |
| Schweiz           | 2            |
| Tyskland          | 3            |
| Österrike         | 7            |